# Red Warszawa
Red Warszawa er et dansk heavy metal-band bestående af "Lækre" Jens (Jens Mondrup) sang, Heavy Henning (Henning Nymand) guitar, Morbus Crohn (Mads Volf-Kjær) slagtøj og My tight ass (Mathias Pedersen) som spiller basguitar live. De spiller, hvad de selv kalder polsk punk med fængende og humoristiske tekster. Bandets navn er sammensat af det danske navn for Polens hovedstad samt betegnelsen for Polens politiske standpunkt på daværende tidspunkt – på engelsk.

## Historie

### Borupgård Amtsgymnasium og demobånd
Bandet har eksisteret siden 1987 (eller 1986 -- det står ikke helt klart) og blev grundlagt af Heavy Henning og Lækre Jens, som dengang gik i samme klasse på Borupgaard Amtsgymnasium.
Fra 1988 til 1995 indspillede Red Warszawa tre demobånd, kun afbrudt af et par opløsninger.

### Børneradio
Red Warszawa blev for alvor kendt i Danmark i 1996, da bandet indspillede tre jingles , "Børn er dumme og grimme", "Nord for Nordkap" (først udgivet på albummet Skal vi lege doktor? som "Syd for Sydafrika") og "Hurra skolen brænder" for DR's Børneradio, hvor "Syd for Sydafrika" (nuværende "Nord for Nordkap") kan findes på cd'en Rimlig rar rimlig rå, der blev udgivet af Børneradio samme år. Alle tre jingles er senere blevet omdannet til regulære sange, som findes på henholdsvis Hævi mætal og hass og Skal vi lege doktor?.

### Tekster
Red Warszawa er kendt i Danmark for at skrive tekster, som er meget politisk ukorrekte. Mange af teksterne omhandler bl.a. alkoholikere og homoseksuelle. I teksterne beskriver de ofte sig selv som drankere, homoseksuelle eller lavtlønnede mennesker, der ikke kan klare at være gift.
Red Warszawa har også skrevet mange sange, hvis tekster er humoristiske fortolkninger af ældre udtryk, deriblandt udtrykket strandvasker (findes på Skal vi lege doktor?). De senere album har dog mest haft tekster, der har handlet om prostitution og homoseksuelle.

## Medlemmer
Bandet har ikke været opløst siden 1994, men har dog haft en løbende udskiftning i besætningen igennem årene:
- Panik Troels (Troels Christensen), basguitar, 1987 – 1989
- Martin Thordrup, basguitar , 1989 – 1994
- Joachim Bøggild, basguitar, 1994
- Tonser Henrik (Henrik Holstrøm), basguitar, 1995 – 2002
- Majbritt (Lars Mayland), basguitar, 2002 – 2003
- Tove Tusindpik (tidligere kendt som Gnist) (Thomas Christensen), basguitar 2003 – 2006

---
- Stefan Kjersgård, guitar, 1987 – 1990
- Morten Meineken, guitar, 1993
- Per Wiegandt, guitar, 1993

---
- Mads Flanding, horn, 1987

---
- Jacob Sundmand, sang, 1989 – 1990
- Jens Mondrup, sang, 1987 – 1989, 1991 – 1993, 1994 – 1995, 1995 – ?
- Erik Gert Olsen, sang, 1994

---
- Robert Schmidt, slagtøj, 1987
- Michael Nielsen, slagtøj, 1988 – 1990
- Anders Schlandbuch, slagtøj, 1990
- Måtten Møbelbanker (Morten Søndergård), slagtøj, 1991 – 1992, 1994 – 1995
- Lev Averboukh, slagtøj, 1994
- Jan Wiegandt, slagtøj, 1995 – 1996
- Lars Gerrild, slagtøj, 1996 – 1998
- Puff Danny (Daniel Preisler Larsen), slagtøj, 1999 – 2000
- Måtten Møbelbanker (Morten Nielsen), slagtøj, 2000 - 2011
- Gucci LALA (Kenneth Gøtsche), slagtøj, 2011 - 2013

## Diskografi
Demobånd
- Skyd Sven, 1987
- Helt op i bageren, 1991
- Norsk black metal, 1995

Studiealbum
- Hævi mætal og hass, 1996
- Skal vi lege doktor? 1998
- Tysk hudindustri 2000
- Omvendt Blå Kors, 2002
- Return of the glidefedt, 2004
- My Poland Collection, 2006
- De 4 årstider i Nordvest, 2010
- Hævi mætal og hass/Norsk black metal, (Genudgivelse/demo) 2010
- Lade, 2020

Livealbum
- Polsk punk på P-dagen, 1991
- Live aus Kaiser Bierwurst Halle, 2001
- Jeg bor i det sølvgrå kuppeltelt, 2003 (optaget i 2001)
- Stive i pumpen, 2005 (blev kun solgt til bandets koncerter, i et meget begrænset oplag)
- Man kan godt høre at det er live, 2016
- Stay Lesbian, 2018 (optaget på Copenhell 2016)

Singler
- "Julemandens selvmordsbrev", 1997